# Carla Del Poggio
Carla Del Poggio (Nápoles, 2 de diciembre de 1925 – Roma, 14 de octubre de 2010) fue una actriz italiana de cine, teatro y televisión.

## Biografía
Carla del Poggio nació en Nápoles en 1925 como Maria Luisa Attanasio. 
A los 15 años, mientras estudiaba lenguas extranjeras y danza moderna, empezó a asistir al Centro Experimental de Cine de Roma. El director Vittorio de Sica la eligió para su papel de debut en Magdalena, cero en Conducta. A los 19 años conoció a su futuro esposo, el director italiano Alberto Lattuada, quien la eligió para un papel en una película basada en la novela Los indiferentes de Alberto Moravia. La película nunca llegó a realizarse, pero se casaron varios meses después en abril de 1945. En la década de los 50 participó en obras de teatro y en algunas series de televisión. También fundó junto a su marido, al director Federico Fellini y a la actriz Giulietta Masina una cooperativa con la que realizaron la primera película de Fellini en 1950 Luces de variedades. 
Del Poggio estuvo casada durante 60 años hasta que Alberto Lattuada murió el 3 de julio de 2005. Ella murió el 14 de octubre de 2010, a los 84 años.

## Filmografía

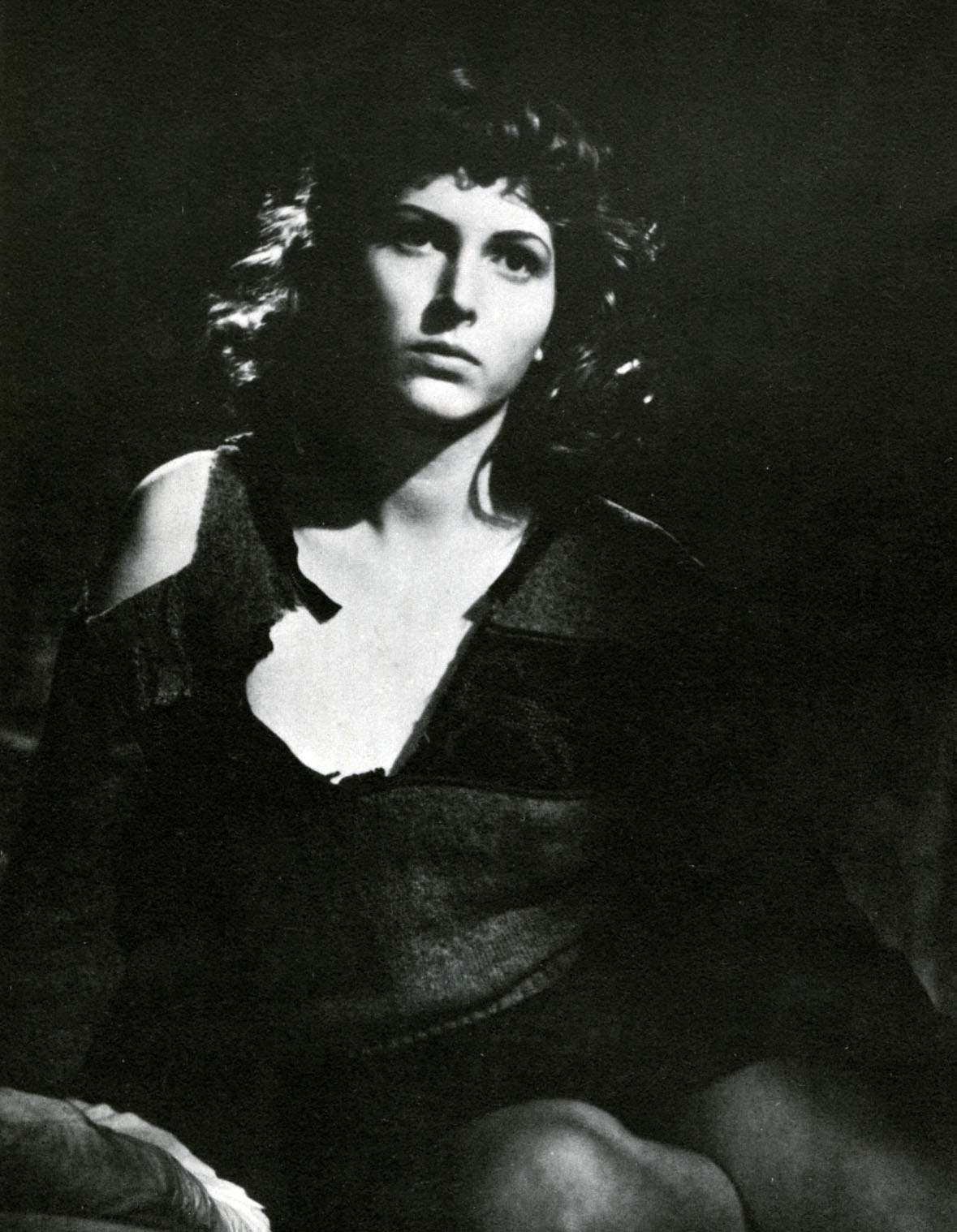
Del Poggio En Caccia tragica (1947)

- Magdalena, cero en Conducta, por Vittorio De Sica (1940)
- El Hombre en la Calle, por Roberto Roberti (1941)
- La scuola dei timidi, por Carlo Ludovico Bragaglia (1941)
- Recuerdo de amor, por Vittorio De Sica (1942)
- C'è sempre un ma!, por Luigi Zampa (1942)
- Violette nei capelli, por Carlo Ludovico Bragaglia (1942)
- Incontri di notte, por Nunzio Malasomma (1943)
- Signorinette, por Luigi Zampa (nel ruolo di Renata) (1943)
- Tre ragazze cercano marito, por Duilio Coletti (1943)
- L'angelo e il diavolo, por Mario Camerini (1946)
- Umanità, por Jack Salvatori (1946)
- Il bandito, por Alberto Lattuada (1946)
- Caza trágica (Caccia tragica), de Giuseppe De Santis (1947)
- Gioventù perduta, por Pietro Germi (1947)
- Senza pietà, por Alberto Lattuada (1948)
- Il mulino del Po, por Alberto Lattuada (1949)
- Cavalcade De Heroes, por Mario Costa (1950)
- Luces de variedades, por Alberto Lattuada y Federico Fellini (1950)
- Il sentiero dell'odio, por Sergio Grieco (1951)
- Sigillo rosso, por Flavio Calzavara (1951)
- La ragazza di Trieste (Les Loups chassent la nuit), por Bernard Borderie (1951)
- Corazón ingrato, por Guido Brignone (1951)
- Los lobos cazan por la noche (1952)
- Tormento del passato, por Mario Bonnard (1952)
- Roma, hora once 11 en punto, por Giuseppe De Santis (1952)
- Melodías inmortales, por Giacomo Gentilomo (1952)
- Bufere, por Guido Brignone (1952)
- Cose da pazzi, por Georg Wilhelm Pabst (1953)
- L'eroe della Vandea (Les Révoltès de Lomanach), por Richard Pottier (1954)
- El Secreto de Helene Marimon por Henri Calef (1954)
- Los vagabundos, por Hugo Fregonese (1956)